# The Brass Bullet
The Branded Four è un serial del 1918 prodotto e diretto da Ben F. Wilson.

## Produzione
Il serial fu prodotto dalla Universal Film Manufacturing Company.

## Distribuzione
Distribuito dalla Universal Film Manufacturing Company, il primo episodio del serial, A Flying Start, uscì nelle sale il 10 agosto 1918.

### Episodi
1. A Flying Start (10 agosto 1918)
2. The Muffled Man  (17 agosto 1918)
3. The Mysterious Murder (24 agosto 1918)
4. Smoked Out (31 agosto 1918)
5. The Mock Bride(7 settembre 1918)
6. A Dangerous Honeymoon (14 settembre 1918)
7. Pleasure Island (21 settembre 1918)
8. The Magnetic Bug (28 settembre 1918)
9. The Room of Flame (5 ottobre 1918)
10. A New Peril (12 ottobre 1918)
11. Evil Waters (19 ottobre 1918)
12. Caught by Wireless (26 ottobre 1918)
13. $500 Reward (2 novembre 1918)
14. On Trial for His Life  (9 novembre 1918)
15. In the Shadow (16 novembre 1918)
16. The Noose (23 novembre 1918)
17. The Avenger (30 novembre 1918)
18. The Amazing Confession (7 dicembre 1918)

Non si conoscono copie ancora esistenti della pellicola che viene considerata presumibilmente perduta.